# Джозеф Джостар
Джозеф Джостар (яп. ジョセフ・ジョースター Дзёсэфу Дзё:сута:) — персонаж из вселенной JoJo’s Bizarre Adventure, является главным героем второй части манги Battle Tendency, одним из главных героев в Stardust Crusaders и одним из действующих персонажей в Diamond Is Unbreakable. Также персонаж появлялся в семи разных играх. Хотя он изначально является главным героем в манге Battle Tendency, наиболее известен в постаревшем образе в манге Stardust Crusaders, как ближайший союзник главного героя Дзётаро Кудзё.

## Создание персонажа
Прообразом для создания Джозефа стали известные персонажи Хан Соло из Звёздных Войн и Индиана Джонс. Араки хотел избежать проблемы слабо проработанного персонажа, как это было с Джонатаном Джостаром из первой части манги Phantom Blood. Однако по словам Араки, новый главный герой по имени Джозеф получился внешне очень похожим на Кэнсиро, протагониста манги Fist of the North Star. Боясь обвинения в плагиате, Араки сделал своего персонажа эксцентричным, ленивым хитрецом, который фактически пародирует самого себя.

## Описание

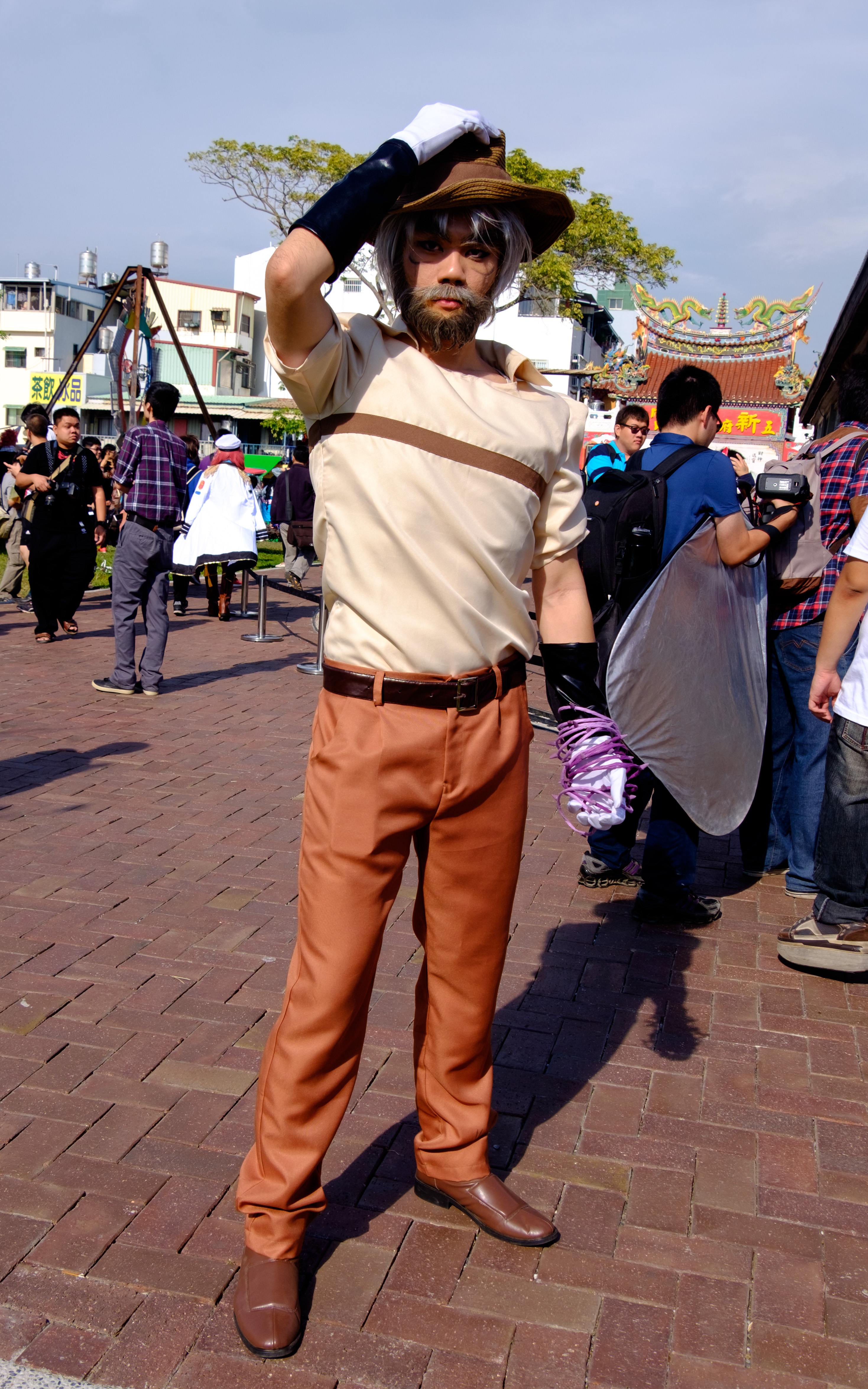
Косплей персонажа

В Battle Tendency Джозеф — это молодой высокий человек с крепким телосложением, каштановыми растрёпанными волосами и зелёными глазами. Он импульсивен, эксцентричен и хитёр. Во время боя использует любую возможность, чтобы одолеть врага, и может совершать неоднозначные поступки. Тем не менее его цель остаётся благородной и заключается в защите людей от вампиров.
В Stardust Crusaders Джозеф — уже постаревший персонаж. У него поседели волосы, но он по прежнему сохраняет атлетическую фигуру, хотя уже не так силён и остроумен, как в годы своей молодости. Наоборот, он часто демонстрирует легкомыслие, и тем не менее остаётся крайне важным союзником Дзётаро Кудзё. Его стенд — «пурпурный отшельник» назван в честь карты Отшельник и представляет собой колючие лозы, способные обездвиживать или душить противника, также стенд способен указывать место цели, передавать изображения и мысли на телевизор или фотоаппарат. Примечательно, что в OVA-сериале он показан блондином, хотя в манге является седым и имеет тёмные волосы от природы. То же самое и с его характером. Если в OVA он показан серьёзно настроенным стариком, повидавшим жизнь, то в манге и сериале он всё ещё, как и в молодости, преисполнен энтузиазмом, хитростью и чувством юмора, отчего частично выполняет роль комичного персонажа.
Во время сюжета Diamond Is Unbreakable Джозеф уже лишь тень того, кем был раньше. Он глубоко стар, не может ходить без трости, имеет проблемы со слухом и страдает старческим маразмом. Джозеф беззащитен, уже не так энергичен и мирно доживает последние годы. Страдает забывчивостью. Всё это из-за того, что он перестал практиковать Хамон.
В экстремальных ситуациях Джозеф кричит Oh noǃ/Oh shit/Oh my godǃ или Holy Shitǃ

## История
Главный герой 2 части истории и один из главных — в 3 части и второстепенный персонаж в 4 части. Он внук Джонатана Джостара. Его отец погиб, а мать сбежала после убийства военного. Известно, что отец родился незадолго после смерти Джонатана, а мать была подобрана Эриной ещё младенцем во время кораблекрушения. Может как и дед использовать Хамон, очень проницательный и расчётливый, практически всегда предугадывает действия противника. После того, как Спидуагон сообщает о жертвах в Мексике от таинственного человека из колонны, Джозеф подвергается нападению вампира, но побеждает его. Он отправляется в Мексику и обнаруживает подземный объект, где нацисты пытаются возродить человека, который был заточён в каменный столб более 2000 лет назад. После возрождения человек из колонны убивает всех людей, однако терпит поражение от Джозефа. Позже Джозеф отправляется в Рим, где были обнаружены ещё «3 человека из колонны» Вам, Эсидиси и Карс. Оказывается, они создали когда-то каменные маски. Джозеф начинает тренироваться технике Хамон у Цезаря Цеппели, внука Антонио Цеппели. Позже он обещал людям из колонны, что обязательно станет сильнее, и Эйсидиси поместил ему в горло кольцо, что делает и Вам, но помещает его над сердцем, которые убьют его через месяц, если он не победит их и не достанет противоядия на кольце Эйсидиси и Вама. В конце концов Джозеф побеждает всех людей из колонны, однако лишается левой руки.
За шесть лет до событий Stardust Crusaders переехал временно жить в Японию, где коротко вступил в роман с Томоко Хигасигатой, в результате у которой родился внебрачный сын от Джозефа — Дзёсукэ.
В 3 части Stardust Crusaders Джозефу уже 69 лет, но он всё ещё полон сил, из-за пробуждения Дио приобретает стенд, затем вытаскивает Дзётаро из тюрьмы, помогает ему понять свою силу и победить Дио. Оказывается на время убитым, когда Дио ранит Джозефа и высасывает его кровь, но впоследствии через переливание крови поверженного Дио вернулся к жизни.
В 1999 году Джозеф прибывает в Морио, впервые знакомится со своим сыном и случайно находит полностью невидимую новорожденную девочку, владеющую стендом Achtung Baby и, не найдя её родителей, решает удочерить, назвав Сидзукой Джостар.

## Влияние
Излишне эмоциональные реакции персонажа на разные сложные ситуации и опасности, сопровождающиеся такими выкриками как Oh Noǃ, Oh my Godǃ, Holy Shitǃ стали интернет-мемом, объектами пародий и даже мерчандайза.
В рамках мерчандайзинга с изображением персонажа было выпущено множество разных аксессуаров; футболки, коллекционные фигурки с изображением молодого и пожилого персонажа, брелоки и другое.

### Критика
Ричард Айзенбейз с сайта Kotaku отметил, что несмотря на несерьёзность самой истории (Battle Tendency), сам персонаж получился умным и невероятно интересным, способным предугадывать тактику противников и фактически тянущим за собой весь сюжет. По мнению критика, доставляет удовольствие наблюдать, как персонаж снова и снова попадает в сложные и, как кажется, безнадёжные ситуации, но благодаря своей смекалке каждый раз поворачивает ситуацию в свою пользу. Сайт Comics Alliance посвятил персонажу и сюжету манги отдельную дискуссию, где разные критики высказывали своё мнение, например Зия отметила, что добавление отрицательных качеств герою наоборот делает его интереснее; он дерзкий и использует смекалку, чтобы ввести в замешательство злодеев, а затем объясняет свои задумки. По мнению критика, Джозеф видит мир сумасшедшим и непостоянным, следующим некоторым непоследовательным правилам. Это по мнению критика частично напоминает поступки супергероя Мистера Чудо авторства Джека Кирби. Клэр Нейпир наоборот не согласился, назвав Джозефа «агрессивно глупым», непостоянным, «стеклянным» идиотом, который не способен правильно проявлять эмоции, а лишь устраивает театр на глазах у других персонажей. Клэр сравнил персонажа с Сон Гоку в его крайнем состоянии и противопоставил с Кэнсиро из манги «Кулак Полярной звезды» как пример действительно проработанного персонажа.